# Hapoel Tel Aviv Football Club
El Hapoel Tel Aviv (en hebreo: הפועל תל אביב‎) es un club de fútbol israelí con sede en Tel Aviv. El club compite en la Ligat ha'Al, la primera división del fútbol del país. Es el segundo equipo más ganador de Israel con 14 Ligas, 16 Copas, 5 Supercopas, 1 Copa Toto y 1 Liga de Campeones de la AFC, siendo además el primer campeón de esta competencia asiática de clubes y uno de los 3 clubes israelíes que ha llegado a la fase de grupos de la UEFA Champions League junto al Maccabi Haifa y al Maccabi Tel Aviv, con este último disputa el conocido en Israel como "Gran Derbi de Tel Aviv". 
El equipo está asociado con la política socialista y con el Histadrut, una federación sindical israelí. Actualmente, se encuentra en etapa de reestructuración luego de serios problemas administrativos y financieros que lo han hecho perder 2 veces la categoría en Primera División, la última en 1989.
Si bien los duelos contra el Maccabi son importantes por ser los dos equipos más galardonados del país, su más acérrimo rival es el Beitar Jerusalem, el equipo más popular de Israel. Este partido es considerado de alto riesgo al representar los dos equipos corrientes políticas opuestas: El Hapoel a la política de izquierda y el Beitar a la de derecha.

## Historia
El Hapoel Tel Aviv FC fue fundado en 1923, pero pronto desapareció, hasta que dos años después se refundó con la misma suerte que hace dos años, por lo que a la tercera ya fue la vencida y finalmente en 1926 el equipo permaneció activo hasta nuestros días. En 1927, Alenbi FC y Hapoel Tel Aviv se fusionaron para dar al equipo la forma que mantiene hoy en día. En 1928 el Hapoel Tel Aviv ganó su primera copa. Su segunda tardaría en llegar 6 años más tarde, en 1934, lo que unidas a sus tres copas que alzaron consecutivamente entre 1934 y 1937 le consagró como el equipo copero de la década en el país. Otro de los hitos importantes en su historia vino también en forma de triplete consecutive, pero en este caso de liga, al vencer las tres ediciones que van de 1934 a 1936. Por aquella época, en el campeonato nacional de liga participan además de los conjuntos israelíes, equipos de la fuerza de ocupación británica. El Hapoel sumó tres ligas más a sus vitrinas en años venideros, 1938, 1940 y 1943. 

### Los 50’ y 60’
Después de la declaración de independencia de Israel en 1948, el Hapoel Tel Aviv tuvo que esperar 9 años (1957) para lograr su primer campeonato dentro del nuevo estado. Su segunda liga tardó el mismo espacio de tiempo, 9 años en llegar (1966), y un año después cosechó uno de los éxitos más reseñables de su historia, la Liga de Campeones de Asia, al vencer en la final al Selengur de Malasia por 2-1. Cerró la década con otro título, la liga de 1969, finalizando una década fructífera que puso al Hapoel al frente de Israel.

### Los 70’ y 80’
Todo lo contrario supuso la década de los 70’, donde el Hapoel no consiguió ningún título y la sequía se hacía interminable. Los 80’ trajeron de nuevo prosperidad a un conjunto necesitado de triunfos. Tres títulos de liga (1981, 1986, 1988) y una copa (1983) fue el balance positivo, pero sin duda el negativo tuvo mayor impacto que todos los éxitos cosechados, y es que en 1989 el equipo perdió la categoría y descendió a 2ª división, en una campaña llena de problemas entre jugadores, cuerpo técnico y directiva.

### De los 90’ al presente
Un año después el equipo regresó a Primera División, pero salvo una copa en 1999, el equipo no logró nada. Pero esa dinámica cambio radicalmente con la entrada al 2000. En aquel año se logró el doblete (el segundo de su historia, el primero data de 1934).
En 2001 escribieron una de sus páginas más doradas en su historia, y es que alcanzaron nada más y nada menos que los cuartos de final de la Copa de la UEFA, donde cayeron frente al AC Milan. En casa lo derrotaron por 1-0 (partido jugado en Nicosia, Chipre, dada la negativa del Milan a jugar en Israel), pero en el Stadio Giuseppe Meazza el equipo italiano dio la vuelta a la eliminatoria con un 2-0. En su caminar hasta los cuartos, el equipo israelí dejó en la cuneta equipos del prestigio de Lokomotiv de Moscú, Chelsea F.C. y Parma F.C.. Sin duda alguna el periodo de 1999-2001 comprende la época dorada del Hapoel. 
Hasta 2006 no volvería a escribir hojas con letras de oro en Europa. En 2006 se logró avanzar hasta la fase de grupos y lograr un sonado triunfo 2-4 en el Parque de los Príncipes, frente al PSG y también derrotando al Glasgow Rangers de Escocia. En la ida el Hapoel venció 2-1, pero en la vuelta en Glasgow el equipo sucumbió y cayó goleado por 4-0.
En otro hecho histórico para el fútbol israelí, el Hapoel alcanza la fase de grupos de la UEFA Champions League en 2010, enfrentándose a equipos como Schalke 04, Olympique Lyon y Benfica, quedando lastimosamente en último lugar.

## Estadio

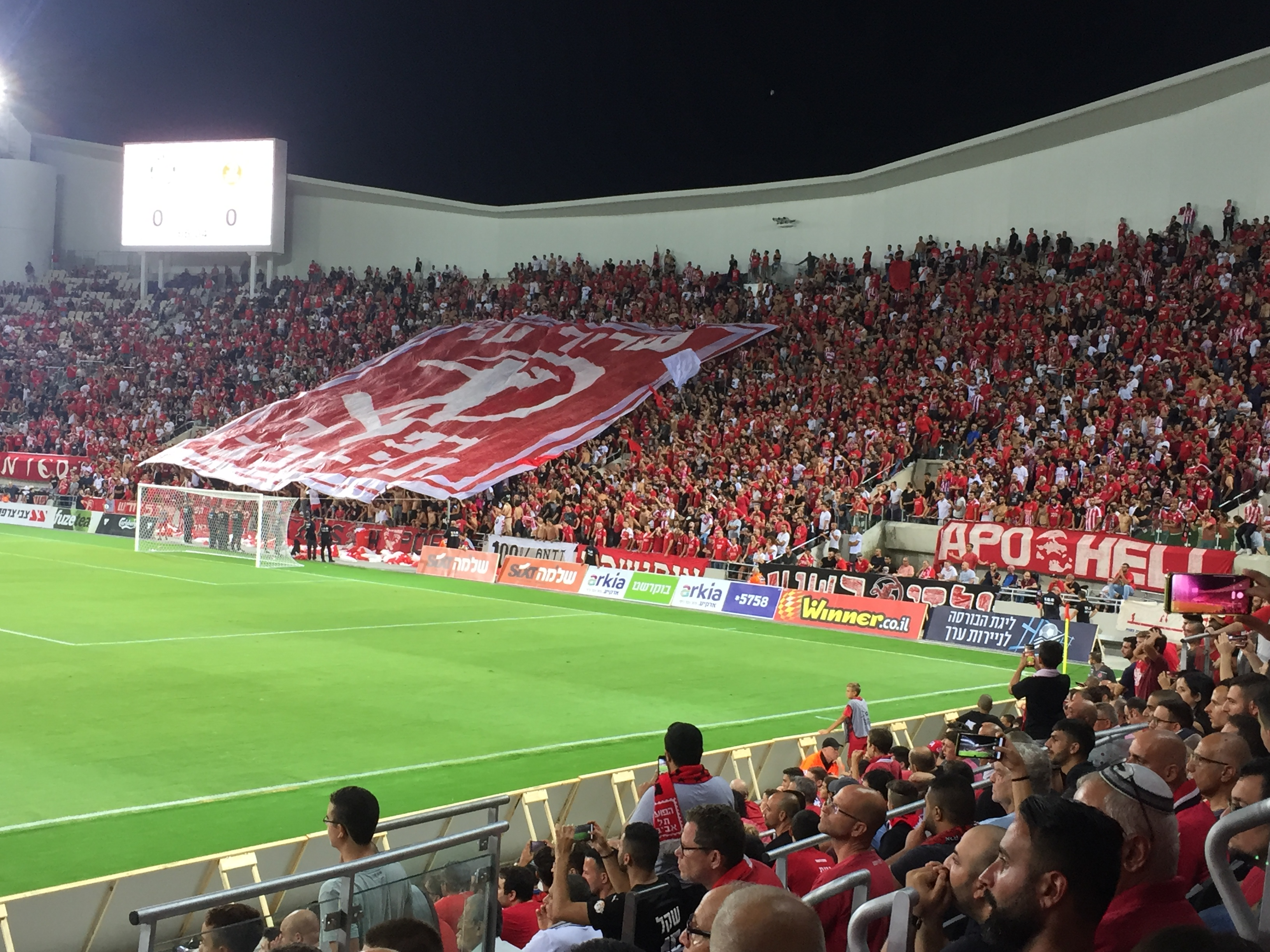
Bloomfield Stadium.

El Hapoel Tel Aviv juega sus partidos en el Estadio Bloomfield de Tel Aviv. Los aficionados del Hapoel ocupan las puertas 2, 5, 7 y 13, con los Ultras ubicados en la puerta 5. Los rivales se acomodan en las puertas 8 y 11.

## Jugadores

### Jugadores destacados
| - Willy Berger - Shlomo Poliakov - Moshe Poliakov - Avraham Nudelman - Zvi Erlich - Zalman Friedman - Amnon Harlap - Herbert Meitner - Meir Melika - Moshe Melamed - Ya'akov Hodorov - David Schweitzer - Asher Blut - Amatsia Levkovich - Rehavia Rozenboim - Shimon Zimerman - Gidon Tish - Shabi Ben Baruch - Danny Borsok - Yehoshua Feigenbaum - George Borba - Danny Elkayam - Yehezkel Hazum - David Primo - Shimon Ben Yehonathan | - Arie Bejerano - Roni Kalderon - Kiko Rachminovich - Nachman Castro - Rifaat Turk - Moshe Sinai - Kokus - Yaakov Ekhoiz - Gili Landau - Moris Jano - Shabtai Levi - Yossi Zana - Gabi Lasri - Felix Halfon - Shavit Elimelech - Shalom Tikva - Shimon Gershon - Pini Balili - Kazimierz Moskal - Davor Rupnik - Dean Računica - Sebastjan Cimirotič | - Yossi Abuksis - István Pisont - Milan Osterc - Gábor Halmai - Ibezito Ogbonna - Vincent Enyeama - Douglas da Silva - Bibras Natkho - Eran Zahavi - Avihai Yadin - Maaran Lala - Ben Sahar - Walid Badir - John Paintsil - Toto Tamuz - Savo Pavićević |

### Los jugadores que Hapoel ha vendido a equipos europeos
| Nombre        | Año  | El club          |
| ------------- | ---- | ---------------- |
| Roni Kalderon | 1970 | Ajax             |
| Roni Kalderon | 1973 | Feyenoord        |
| Moshe Sinai   | 1987 | K.S.K. Beveren   |
| Idan Tal      | 1999 | Mérida UD        |
| Milan Osterc  | 2002 | Le Havre         |
| Ilan Bakhar   | 2002 | Racing Santander |
| Omri Afek     | 2003 | Racing Santander |
| Ben Sahar     | 2006 | Chelsea          |
| John Paintsil | 2006 | West Ham United  |
| Umut Güzelses | 2006 | Fenerbahçe       |
| Salim Tuama   | 2007 | Standard Liège   |
| Elyaniv Barda | 2007 | Genk             |
| Gil Vermuth   | 2007 | Gent             |
| Eran Zahavi   | 2012 | Palermo          |

## Entrenadores desde 1947
- Monia Goldstein (1947–??)
- Musta Poliakov (1949–??)
- Zvi Erlich (1950–??)
- Ivan Jazbinšek (1956–57)
- Edmond Schmilovich (1958–60)
- Yona Kolmar (1960–??)
- Harry Game (1963–64)
- David Schweitzer (1965–66)
- Yosef Merimovich (1966–68)
- Rehavia Rozenboim (1968–70)
- Harry Game (1971–74)
- Shimon Ben Yehonathan (1974–75)
- Rehavia Rozenboim (1975–76)
- Yosef Merimovich (1977–79)
- David Schweitzer (1980–82)
- Zvi Rosen (1982–83)
- Mordechai Spiegler (1984)
- David Schweitzer (1986–87)
- David Schweitzer (1989–90)
- Shimon Shenhar (1990)
- Moshe Sinai (1991–96)
- Ya'akov Grundman (1992)
- Yehoshua Feigenbaum (1993–94)
- Dror Kashtan (enero de 1997–junio 97)
- Eli Cohen (julio de 1997–junio 99)
- Dror Kashtan (julio de 1999–junio 04)
- Gili Landau (junio de 2004–Dec 04)
- Shmuel Hanin (2004)
- Yehoshua Feigenbaum (diciembre de 2004–junio 05)
- Dror Kashtan (julio de 2005–junio 06)
- Itzhak Shum (julio de 2006–diciembre 06)
- Nir Levine (diciembre de 2006–junio 07)
- Guy Luzon (julio de 2007–diciembre 07)
- Eli Guttman (diciembre de 2007-mayo 11)
- Dror Kashtan (junio de 2011–enero 12)
- Nitzan Shirazi (enero de 2012–septiembre de 2012)
- Yossi Abukasis (septiembre de 2012–febrero de 2013)
- Freddy David (febrero de 2013–mayo de 2013)
- Ran Ben Shimon (mayo de 2013-mayo de 2014)
- Asi Domb (mayo de 2014 –enero de 2015)
- Eli Cohen (enero de 2015 –noviembre de 2015)
- Guy Levy (noviembre de 2015 –enero de 2016)
- Eli Guttman (enero de 2016 –septiembre de 2016)
- Guy Luzon (septiembre de 2016 –enero de 2017)
- Meni Koretski (enero de 2017 –mayo de 2017)
- Moti Ivanir (mayo de 2017–octubre de 2017)
- Kobi Refua (octubre de 2017-noviembre de 2018)
- Ofir Haim (noviembre de 2018-enero de 2019)
- Kobi Refua (enero de 2019-mayo de 2019)
- Nisso Avitan (mayo de 2019-noviembre de 2019)
- Nir Klinger (noviembre de 2019 -diciembre de 2021)
- Kobi Refua (diciembre de 2021-septiembre de 2022)
- Slobodan Drapić (septiembre de 2022-enero de 2023)
- Haim Silvas (enero de 2023-mayo de 2023)
- Michael Valkanis (junio de 2023-octubre de 2023)
- Borja Lema (octubre de 2023-enero de 2024)
- Salim Tuama (Interino) (enero de 2024-febrero de 2024)
- Yossi Abukasis (febrero de 2024-abril de 2024)
- Salim Tuama (Interino) (abril de 2024 -junio de 2024)
- Messay Dego (junio de 2024-diciembre de 2024)
- Elyaniv Barda (diciembre de 2024-presente)

## Palmarés

### Torneos nacionales (36)
- Ligat ha'Al (14): 1933/34, 1934/35, 1937/38, 1939/40, 1943/44, 1944/45, 1956/57, 1965/66, 1968/69, 1980/81, 1985/86, 1987/88, 1999/00, 2009/10
- Copa de Israel (16): 1927/28, 1933/34, 1936/37, 1937/38, 1938/39, 1944/45, 1960/61, 1971/72, 1982/83, 1998/99, 1999/00, 2005/06, 2006/07, 2009/10, 2010/11, 2011/12
- Supercopa de Israel (5): 1956–57, 1965–66, 1968–69, 1969–70, 1980–81
- Copa Toto (1): 2001/02

### Torneos internacionales (1)
- Liga de Campeones de la AFC (1): 1967.